# Хризеjа
Хризеја од Богданија (рум. Hrizea din Bogdănei) је влашки бојник и побуњенички вођа (војвода), који је 1655. проглашен влашким кнезом. 
Одгајан од сродника Матеја Басараба, он је спатариус и пахарник, пре него што је предводио сејмени у њиховој побуни. 
Након што је угасио побуну сејмена и домобрана, уточиште је пронашао у Османском царству, где се предао, а потом га је заједно са породицом затворио као талац трансилванског принца Ђерђа Ракоција. Избега из заробљеништва током такозване шведске поплаве.
Околности његове смрти су контроверзне, али вероватно у манастиру Бистрица у пролеће 1657. године.